# Ran McDonald
Ranald "Ran" John McDonald, född 21 november 1889 i Cashion's Glen, Ontario, död 1950 i Vancouver, var en kanadensisk professionell ishockeyspelare.

## Karriär
Ran McDonald spelade i Pacific Coast Hockey Association åren 1912–1919 för New Westminster Royals, Portland Rosebuds, Victoria Aristocrats, Spokane Canaries, Vancouver Millionaires och Seattle Metropolitans. Säsongen 1912 var han med och vann Patterson Cup med New Westminster Royals som ligamästare i PCHA. McDonald gjorde det första målet i ligan i premiärmatchen mellan New Westminster Royals och Victoria Senators inför 2 500 åskådare i Victoria, British Columbia, den 2 januari 1912. Totalt blev det fyra mål från McDonalds klubba i matchen som Royals vann med 8-3.
1918 och 1919 spelade McDonald Stanley Cup-final med Vancouver Millionaires respektive Seattle Metropolitans, dock utan att lyckas vinna den åtråvärda pokalen. 1918 föll Millionaires mot Toronto Arenas med 3-2 i matcher och 1919 ställdes finalen mellan Metropolitans och Montreal Canadiens in vid ställningen 2-2 i matcher sedan flera spelare i Canadiens insjuknat i spanska sjukan.

## Statistik
| 1907–08            | Fort William Arenas     | NOHL               | 1   | 0  | 0  | 0   | 0   | – | – | – | – | –  |
| 1908–09            | Fort William Forts      | NOHL               | 12  | 6  | 0  | 6   | –   | 2 | 0 | 0 | 0 | –  |
| 1909–10            | Fort William Forts      | NOHL               | 10  | 12 | 0  | 12  | 50  | – | – | – | – | –  |
| 1910–11            | Port Arthur North Stars | NOHL               | 7   | 8  | 0  | 8   | 6   | – | – | – | – | –  |
| 1912               | New Westminster Royals  | PCHA               | 15  | 16 | 0  | 16  | 56  | – | – | – | – | –  |
| 1912–13            | New Westminster Royals  | PCHA               | 12  | 11 | 3  | 14  | 29  | – | – | – | – | –  |
| 1913–14            | New Westminster Royals  | PCHA               | 16  | 15 | 5  | 20  | 34  | – | – | – | – | –  |
| 1914–15            | Portland Rosebuds       | PCHA               | 18  | 22 | 7  | 29  | 24  | – | – | – | – | –  |
| 1915–16            | Victoria Aristocrats    | PCHA               | 16  | 10 | 3  | 13  | 32  | – | – | – | – | –  |
| 1916–17            | Spokane Canaries        | PCHA               | 23  | 13 | 9  | 22  | 23  | — | – | – | — | –  |
| 1917–18            | Vancouver Millionaires  | PCHA               | 18  | 3  | 6  | 9   | 32  | – | – | – | – | –  |
|                    |                         | Stanley Cup        | –   | –  | –  | –   | –   | 3 | 2 | 1 | 3 | 9  |
| 1919               | Seattle Metropolitans   | PCHA               | 11  | 2  | 1  | 3   | 6   | 2 | 1 | 1 | 2 | 3  |
|                    |                         | Stanley Cup        | –   | –  | –  | –   | –   | 5 | 1 | 1 | 2 | 3  |
| 1920–21            | Edmonton Dominions      | Big-4 League       | 4   | 2  | 1  | 3   | 2   | – | – | – | – | –  |
| NOHL totalt        | NOHL totalt             | NOHL totalt        | 30  | 26 | 0  | 26  | 56  | 2 | 0 | 0 | 0 | 0  |
| PCHA totalt        | PCHA totalt             | PCHA totalt        | 129 | 92 | 34 | 126 | 236 | 2 | 1 | 1 | 2 | 3  |
| Stanley Cup totalt | Stanley Cup totalt      | Stanley Cup totalt | –   | –  | –  | –   | –   | 8 | 3 | 2 | 5 | 12 |

Statistik från eliteprospects.com och tabletop-sports.com 